# Lars Krogh Jeppesen
 Lars Krogh Jeppesen  (Hvidovre, 5. ožujka 1979.) je bivši rukometaš reprezentacije Danske i danskog rukometnog kluba Bjerringbro-Silkeborg. Igrao je na poziciji lijevog vanjskog. Poslije njegove rukometne karijere radio je i kao učitelj njemačkog jezika i tjelesnog odgoja. Danas je rukometni trener.

## Dosadašnji klubovi
- Avedøre IF  (1987. – 1997.)
- Team Helsinge (1997. – 2000.)
- SG Flensburg-Handewitt (2000. – 2004.)
- FC Barcelona (2004. – 2006.)
- THW Kiel (2006. – 2007.)
- Bjerringbro-Silkeborg  (2007. – 2010.)
- KIF Kolding (2010.-)

## Uspjesi
- Europski prvak 2008.
- Bronca na Europskom prvenstvu 2002. i 2004.
- Kupa kupova 2001.
- Prvak Njemačke 2004. sa SG Flensburg-Handewittom i 2007. s THW Kielom
- Pobjednik Njemačkog kupa 2003. i 2004. sa SG Flensburg-Handewittom i 2007. s THW Kielom
- Pobjednik Europske lige prvaka 2005. s Barcelonom i 2007. s THW Kielom
- Prvak Španjolske 2006.

## Vanjske poveznice
- Lars Krogh Jepesen na stranicama Bjerringbro-Silkeborg[neaktivna poveznica]